# Сафонов, Пётр Алексеевич
Пётр Алексеевич Сафонов, (6 января 1867 — после 1916) — депутат Государственной думы Российской империи I созыва от Костромской губернии.

## Биография
Родился в бедной мещанской семье в городе Макарьеве Костромской губернии. Его отец был сапожником. Учился в приходской школе. В 1888 году окончил Макарьевское уездное училище, затем поступил в Казанское земледельческое училище. В 1892 году окончил Петровскую сельскохозяйственную академию. Агроном. Землевладелец Макарьевского уезда, владел 864 десятинами. Дворянин.
- В 1895[4] стал председателем Саратовского сельскохозяйственного общества.
- С 1896 управляющий лесами княгини М. А. Гагариной в Саратовской губернии.
- В 1901—1908 годах гласный Макарьевского уездного (1901—1908) земского собрания.
- В 1900—1906 годах гласный Костромского губернского земских собраний. По некоторых сведения в 1905 году отказался по звания гласного после того, как его предложение о переизбрании гласных на основе всеобщего, равного, тайного и прямого голосования собранием было отклонено[2].
- В 1900—1912 почётный мировой судья Макарьевского уезда Костромской губернии.
- В 1906—1911 член Макарьевской уездной земской управы.

Автор трудов по сельскому хозяйству. Сотрудничал в костромских периодических изданиях. Член «Союза освобождения». Организатор Саратовского губернского отдела Конституционно-демократической партии. С марта 1906 член Костромского отдела партии. За речи на губернских земских собраниях 1905 и 1906 годов подвергся преследованию.
27 марта 1906 избран в Государственную думу Российской империи I созыва общего состава выборщиков Костромского губернского избирательного собрания. Входил в Конституционно-демократическую фракцию. Член комиссий: о всеподданнейшем адресе, аграрной, по исполнению государственной росписи доходов и расходов, для приема помещения ГД, распорядительной. Подписал законопроекты: «42-х» по аграрному вопросу, «О гражданском равенстве», «О неприкосновенности членов ГД», «О собраниях». Выступал в прениях об ответном адресе, о неприкосновенности личности, по аграрному вопросу, о правительственном сообщении по аграрному вопросу. В речи по вопросу об ответном адресе заявил: 

Народ должен знать наши намерения, должен видеть наши планы. Мы должны указать им пути, по которым мы должны вывести страну из той бездны, в которую бросило её старое правительство, мы должны поставить вехи, по которым мы должны уйти от царства произвола и насилия и приблизиться к новому царству — справедливости. Права и законности, и, мало этого, в адресе должен вылиться весь народный гнев, все народное горе, все его страдания, недаром первую Думу Государственную по справедливости называют Думой народного гнева
.
10 июля 1906 года в г. Выборге подписал «Выборгское воззвание» и осужден по ст. 129, ч. 1, п. п. 51 и 3 Уголовного Уложения, приговорен к 3 месяцам тюрьмы и лишен права быть избранным. Отбывал наказание в Костромской тюрьме вместе с депутатами от той же губернии И. В. Замысловым, Н. А. Огородниковым и З. Г. Френкелем.
В 1906 составил доклад о деятельности Первой Государственной Думы, прочитанный в Макарьевском уездном земском собрании.
Дальнейшая его судьба и дата смерти неизвестны.

## Произведения
- К вопросу об изучении мглы в сельском хозяйстве. Саратов, [1898].
- О новой системе земледелия. // Труды Саратовского о-ва сельского х-ва. Вып. 1, 1900. (о системе земледелия И. Е. Овсинского).
- Речь бывшего члена Государственной думы П. А. Сафонова о деятельности Думы и постановление собрания по поводу этой речи // Сборник постановлений Макарьевского уездного земского собрания очередной сессии 15-20 сентября 1906 года. Макарьев-на-Унже, 1907. С. 39-42.